# Finta (település)
Finta (szlovákul: Fintice, németül: Finzitze) község Szlovákiában, az Eperjesi kerület Eperjesi járásában.

## Fekvése
Eperjestől 6 km-re északkeletre, a Szekcső-patak jobb oldalán fekszik.

## Története
A régészeti leletek szerint területén az újkőkorban a bükki kultúra embere élt a területén. Későbbi korból a hallstatti kultúra településének nyoma került itt elő.
1272-ben „Fyntha” alakban említik először, első lakói királyi szolgálatban állt határőrzők voltak. Ebben az időben valószínűleg őrtorony is állt a településen. Templomát és Pál nevű papját az 1332 és 1337 között készített pápai tizedjegyzék már említi. 1427-ben 50 adózó portát számláltak a településen. Gótikus kastélyát a birtokos Fintai család építette. 1493-ban egy oklevélben újra említik a falu papját. A 16. század végén a Darholci család birtoka, akik a kastélyt reneszánsz stílusban építették át. 1662-ben a Darholci család kihaltával a Pethő család birtoka lett. A 18. század elején a Dessewffy család szerezte meg a birtokot, ekkor már malom is működött a faluban. 1787-ben 80 házában 573 lakos élt, többnyire zsellérek. 1797-ben már működött a falu katolikus iskolája.
A 18. század végén Vályi András így ír róla: „FINTA. Fintitze. Tót falu Sáros Vármegyében, földes Ura Gróf Desőfy Uraság, az előtt Fintai Darholtz birtokában vala, lakosai katolikusok, fekszik Eperjestől egy mértföldnyire az Ország úttyában, melly Bártfa felé vezet, és az Uraságnak szép kastéllyával díszesíttetik. Határbéli földgye minden veteményt, ’s gabonát is bőven terem, ’s más javai is külömbfélék, első Osztálybéli.”
1828-ban 112 háza és 833 lakosa volt. Lakói mezőgazdasággal, erdei munkákkal foglalkoztak.
Fényes Elek 1851-ben kiadott geográfiai szótárában így ír a faluról: „Finta, (Fincice), tót falu, Sáros vmegyében, Eperjeshez éjszak-keletre 1 mfld: 834 kath., 12 evang., 1 ref. lak. Szép emeletes kastély. Bőrgyár, melly igen kapós portékákat készít. Derék erdő. Tehenészet. F. u. gr. Dessewffy Sámuel.”
1920 előtt Sáros vármegye Eperjesi járásához tartozott.

## Népessége
| Év:            | 1993. | 2003.    | 2013.    | 2023.    |
| -------------- | ----- | -------- | -------- | -------- |
| Emberek száma: | 1466  | 1672     | 1908     | 2445     |
| Különbség:     |       | +14,05 % | +14,11 % | +28,14 % |

| Év:            | 2022. | 2023.   |
| -------------- | ----- | ------- |
| Emberek száma: | 2358  | 2445    |
| Különbség:     |       | +3,68 % |

1910-ben 865, túlnyomórészt szlovák anyanyelvű lakosa volt.
2001-ben 1615 lakosából 1599 szlovák volt.
2011-ben 1831 lakosából 1753 szlovák volt.

## Nevezetességei
- Dombon álló reneszánsz temploma a 16. században épült. A templomot 1775 és 1778 között Dessewffy Sámuel barokk stílusban építtette át. Mária látogatását ábrázoló főoltárképe 18. századi.
- Kastélyában 1801-ben Beethoven is vendégeskedett.

## Híres emberek
- Itt született Darholcz Kristóf 17. században élt író